# 13357 Werkhoven
13357 Werkhoven eller 1998 TE29 är en asteroid i huvudbältet som upptäcktes den 15 oktober 1998 av Spacewatch vid Kitt Peak-observatoriet. Den är uppkallad efter Margaretha Cornelia Maria Werkhoven.
Asteroiden har en diameter på ungefär 9 kilometer och den tillhör asteroidgruppen Dora.